# 里見騰輝
里見騰輝（日语：サトノグランツ），是日本現役純種競賽馬匹。目前主要勝利有2023年京都新聞盃及神戶新聞盃。

## 出賽前
2020年4月3日出生於北海道安平町北部牧場，成長途中於拍賣會上被馬主里見治以1億1550萬日圓購入。
其後交由栗東訓練中心練馬師友道康夫訓練。

## 競賽生涯

### 2歲
2022年10月23日出戰阪神競馬場2歲新馬戰，雖然賽前取得第一人氣支持，然而因出出閘不利未能調整，最終跑獲第八。
其後出戰2歲未勝利戰，比賽初段一直維持於第三左右的先頭位置，但於直路上被衝出的堅韌力壓制，最終以第二落敗。
12月11日出戰2歲未勝利戰，選擇前置戰術下一直留守好位，進入直路後隨即加速衝出，最終以優秀的末腳速度壓制同樣位置的傲蹄巴魯取得首勝。

### 3歲
2023年於3月復出出戰一捷馬戰雪柳賞，再度採取先頭戰術下維持穩定步速，進入直路後加速超越對手取得領先，及後亦能阻止Savona的追擊取得勝利。
5月6日出戰二級賽京都新聞盃，比賽初段激烈的爭搶，其選擇放慢節奏處於中團靠前位置推進，於通過最後彎道時開始尋找位置。進入直路後，其於中檔突圍而出並逐步進行衝刺，進入全速狀態下和其他對手進行纏鬥，最終於最後一步壓制Danon Tornado、能量晶石及Maxi取得首個分級賽冠軍。
其後出戰東京優駿（日本打吡），然而於比賽途中未能由後方位置加速衝刺，最終僅能跑獲第十一。
休養4個月後於神戶新聞盃作復出，比賽初段停留於中團位置下等待時機，於有遮擋的狀態下減少體力消耗。進入直路後，其隨即移出中外檔位置望空加速，爆發出凌厲的勢頭下於終點線前成功將Savona追過，奪得第二個分級賽冠軍之餘，亦以2分23.5秒的完賽時間打破阪神競馬場草地2400米賽道紀錄。
10月22日出戰經典三冠尾關菊花賞，比賽初段繼續採用居中戰術，於第二圈中後段時進一步墮後。進入直路後，其未能於後方衝出突破，最終以第十的戰績完賽。

### 4歲
2024年首戰為日經新春盃，重新採用先行戰術下於第五左右的位置推進，直至第三、四彎道時逐步發力上前取位。進入直路後，其嘗試於內欄位置展開加速並一度取得領先的優勢，但中段逐步力弱下被衝出的響號及Savona超越，最終取得第三。
其後遠征卡塔爾出戰酋長錦標，比賽初段主動上前進佔先頭位置，並於比賽途中大部份時間均處於第二推進。進入直路後，其繼續維持此前的走勢加速衝刺，但未能追上領放馬桀驁之戀下再被後方衝出的輕風飛超越，再度以第三的戰績完賽。
回國稍為休養後，其出戰目黑紀念，於比賽途中一直維持於先頭位置推進，但於直路上未能順利加速，最終僅能以均速姿態前進下取得第四。
進入秋季後，其選擇出戰京都大賞典，縱然於比賽途中一直留守有利位置等待時機，但於直路上的表現亦未如理想，最終以第五落敗。

### 5歲
2025年首戰繼續選擇日經新春盃，本次比賽初段處於中團位置，於通過第一彎道時稍微收慢墮後。進入直路後，其選擇在內欄位置尋找位置上前，雖然於中後段因其他賽駒失速而得以突破，但仍然被君王之王、湘南極點、Meiner Emperor及Veloce Era拉開以第五落敗。
2月再度遠征卡塔爾出戰優駿錦標，比賽初段選擇於中團位置展開推進，在第四彎道開始抽出外檔加速。進入直路後，其繼續於外檔位置嘗試加速衝刺，但受到快步速的影響下稍為力弱，最終敗於桀驁之戀及勇狐隊跑獲第三。

### 詳細賽績
| 日期       | 舉辦國家 | 馬場    | 距離   | 級別 | 賽事名稱   | 負重 | 騎師     | 馬號 | 出馬 | 名次 | 時間    | 頭馬（二馬）      |
| ---------- | -------- | ------- | ------ | ---- | ---------- | ---- | -------- | ---- | ---- | ---- | ------- | ----------------- |
| 23/10/2022 | 日本     | 阪神    | 草1800 |      | 2歲新馬    | 55   | 李慕華   | 5    | 11   | 8    | 1:49.2  | Doctor Dolittle   |
| 12/11/2022 | 日本     | 東京    | 草2000 |      | 2歲未勝利  | 55   | 莫雅     | 11   | 11   | 2    | 2:00.9  | 堅韌力            |
| 11/1/20222 | 日本     | 阪神    | 草1800 |      | 2歲未勝利  | 55   | 川田將雅 | 11   | 15   | 1    | 1:47.2  | （傲蹄巴魯）      |
| 11/3/2023  | 日本     | 阪神    | 草2400 |      | 雪柳賞     | 55   | 坂井瑠星 | 10   | 12   | 1    | 2:25.9  | （Savona）        |
| 6/5/2023   | 日本     | 京都    | 草2200 | GII  | 京都新聞盃 | 56   | 川田將雅 | 6    | 12   | 1    | 2:14.1  | （Danon Tornado） |
| 28/5/2023  | 日本     | 東京    | 草2400 | GI   | 東京優駿   | 57   | 川田將雅 | 18   | 18   | 11   | 2:25.9  | 鍵琴高奏          |
| 24/9/2023  | 日本     | 阪神    | 草2400 | GII  | 神戶新聞盃 | 56   | 川田將雅 | 3    | 13   | 1    | 2:23.5  | （Savona）        |
| 22/10/2023 | 日本     | 京都    | 草3000 | GI   | 菊花賞     | 57   | 川田將雅 | 11   | 17   | 10   | 3:04.3  | 堅韌力            |
| 14/1/2024  | 日本     | 京都    | 草2400 | GII  | 日經新春盃 | 57.5 | 川田將雅 | 14   | 14   | 3    | 2:24.0  | 響號              |
| 17/2/2024  | 卡塔爾   | 雷恩    | 草2400 | GIII | 酋長錦標   | 57   | 川田將雅 | 11   | 11   | 3    | 2:29.57 | 桀驁之戀          |
| 26/5/2024  | 日本     | 東京    | 草2500 | GII  | 目黑紀念   | 58.5 | 川田將雅 | 2    | 13   | 4    | 2:32.5  | 跨國世遺          |
| 6/10/2024  | 日本     | 京都    | 草2400 | GII  | 京都大賞典 | 57   | 川田將雅 | 1    | 11   | 5    | 2:23.2  | 玫瑰騎士          |
| 19/1/2025  | 日本     | 中山    | 草2200 | GII  | 日經新春盃 | 58.5 | 松山弘平 | 9    | 16   | 5    | 2:11.0  | 君王之王          |
| 16/2/2025  | 卡塔爾   | Al Uqda | 草2300 | GIII | 酋長錦標   | 57   | 蘇銘倫   | 4    | 8    | 3    |         | 桀驁之戀          |

## 血統簡介
父系里見光鑽為日本賽駒，生涯戰績優秀，曾於2016年連續勝出菊花賞及有馬紀念，亦於2017年春季天皇賞跑獲季軍。祖父大震撼爲日本賽駒，爲日本賽馬史上第二匹無敗三冠馬，生涯出戰十四場賽事僅得兩場未能勝出，退役後配種成績亦極爲優秀。
母系Cherry Collect為愛爾蘭生產的意大利賽駒，生涯戰績不俗，曾勝出意大利橡樹大賽及於泰斯奧錦標取得亞軍。外祖父神聖頌歌為愛爾蘭賽駒，生涯戰績優秀，曾勝出法國準則大賽、日蝕大賽及愛爾蘭冠軍錦標。

### 血統表
| 父線：週日寧靜系（Halo系）                       |                          |           |                 |
| 種馬 里見光鑽 2013年（棗色）                     | 大震撼 2002年（棗色）    | 週日寧靜  | Halo            |
| 種馬 里見光鑽 2013年（棗色）                     | 大震撼 2002年（棗色）    | 週日寧靜  | Wishing Well    |
| 種馬 里見光鑽 2013年（棗色）                     | 大震撼 2002年（棗色）    | 風中秀髮  | Alzao           |
| 種馬 里見光鑽 2013年（棗色）                     | 大震撼 2002年（棗色）    | 風中秀髮  | Burghclere      |
| 種馬 里見光鑽 2013年（棗色）                     | Malpensa 2006年（棗色）  | Orpen     | Lure            |
| 種馬 里見光鑽 2013年（棗色）                     | Malpensa 2006年（棗色）  | Orpen     | Bonita Francita |
| 種馬 里見光鑽 2013年（棗色）                     | Malpensa 2006年（棗色）  | Marsella  | Southern Halo   |
| 種馬 里見光鑽 2013年（棗色）                     | Malpensa 2006年（棗色）  | Marsella  | Riviere         |
| 繁殖雌馬 Cherry Collect 2009年（棗色）           | 神聖頌歌 2002年（棗色）  | 丹山      | 單色            |
| 繁殖雌馬 Cherry Collect 2009年（棗色）           | 神聖頌歌 2002年（棗色）  | 丹山      | Razyana         |
| 繁殖雌馬 Cherry Collect 2009年（棗色）           | 神聖頌歌 2002年（棗色）  | Mahrah    | Vaguely Noble   |
| 繁殖雌馬 Cherry Collect 2009年（棗色）           | 神聖頌歌 2002年（棗色）  | Mahrah    | Montage         |
| 繁殖雌馬 Cherry Collect 2009年（棗色）           | Holy Moon 2000年（棗色） | 海能渡    | Niniski         |
| 繁殖雌馬 Cherry Collect 2009年（棗色）           | Holy Moon 2000年（棗色） | 海能渡    | Whakilyric      |
| 繁殖雌馬 Cherry Collect 2009年（棗色）           | Holy Moon 2000年（棗色） | Centinela | Caerleon        |
| 繁殖雌馬 Cherry Collect 2009年（棗色）           | Holy Moon 2000年（棗色） | Centinela | New Generation  |
| 雌系：號族：14-f                                 |                          |           |                 |
| 五代內近親交配：單色 4×5、Halo 4×5、尼真斯基 5×5 |                          |           |                 |

## 命名由來
名字中，Satono（サトノ）為馬主里見治冠名，出自其姓氏中的「里」（サト）結合日語連接詞「的」（サトノ）組成，Glanz（グランツ）於德語中，帶有光輝的意思，香港翻譯為「騰輝」。

## 外部連結
- 里見騰輝 netkeiba.com
- 血統表